# بيورتش (غوهران)
بيورتش (بالفارسية: بیورچ) هي قرية تقع في إيران في قسم غوهران الريفي. يقدر عدد سكانها بـ 501 نسمة بحسب إحصاء 2016.